# Liste des administrateurs coloniaux à Djibouti
Liste des administrateurs coloniaux de Djibouti, territoire autour du golfe de Tadjoura, qui s'est appelé Territoire d'Obock et dépendances de 1884 à 1896, puis Côte française des Somalis jusqu'en 1967, et enfin Territoire français des Afars et des Issas avant de devenir indépendant en 1977 sous le nom de République de Djibouti.

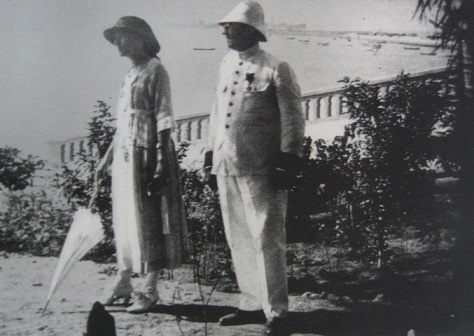
Le gouverneur Jules Lauret et son épouse à Djibouti vers 1920

## Territoire d'Obock et dépendances
| Période                        | Titulaire                  | Notes |
| ------------------------------ | -------------------------- | ----- |
| du 24 juin 1884 au 7 août 1887 | Léonce Lagarde, commandant |       |
| du 7 août 1887 au 20 mai 1896  | Léonce Lagarde, gouverneur |       |

## Côte française des Somalis
| Période                                 | Titulaire                                       | Notes                               |
| --------------------------------------- | ----------------------------------------------- | ----------------------------------- |
| du 20 mai 1896 au 7 mars 1899           | Léonce Lagarde, gouverneur                      |                                     |
| du 7 mars 1899 au 11 mars 1899          | Antoine Mizon, gouverneur                       | meurt avant d'assumer ses fonctions |
| du 11 mars 1899 au 20 avril 1899        | H. C. de Leschaux, gouverneur par intérim       |                                     |
| du 20 avril 1899 au 13 avril 1900       | Alfred Martineau, gouverneur                    | nommé le 28 mars 1899               |
| du 13 avril au 6 décembre 1900          | Gabriel Angoulvant, gouverneur par intérim      |                                     |
| du 6 décembre 1900 au 7 septembre 1901  | Alphonse Bonhoure, gouverneur                   | nommé le 18 septembre 1900          |
| du 7 septembre 1901 au 1er avril 1902   | Louis Ornières, gouverneur par intérim          |                                     |
| du 1er avril 1902 au 23 mai 1903        | Alphonse Bonhoure, gouverneur                   |                                     |
| du 23 mai au 21 décembre 1903           | Albert Dubarry, gouverneur par intérim          |                                     |
| du 21 décembre 1903 à mai 1904          | Alphonse Bonhoure, gouverneur                   |                                     |
| de mai au 30 août 1904                  | Albert Dubarry, gouverneur par intérim          |                                     |
| du 30 août 1904 au 10 septembre 1905    | Pierre Pascal, gouverneur                       | nommé le 5 août 1904                |
| du 10 septembre au 13 octobre 1905      | Louis Ornières, gouverneur par intérim          |                                     |
| du 13 octobre 1905 au 19 mai 1906       | Raphaël Antonetti, gouverneur par intérim       |                                     |
| du 19 mai au 19 juin 1906               | Paul Patté, gouverneur par intérim              |                                     |
| du 19 juin 1906 au 11 juillet 1908      | Pierre Pascal, gouverneur                       |                                     |
| du 11 juillet 1908 au 5 janvier 1909    | Castaing, gouverneur par intérim                |                                     |
| du 5 janvier 1909 au 11 juin 1911       | Pierre Pascal, gouverneur                       |                                     |
| du 11 juin au 21 décembre 1911          | Castaing, gouverneur par intérim                |                                     |
| du 21 décembre 1911 au 25 avril 1913    | Pierre Pascal, gouverneur                       |                                     |
| du 25 avril à mai 1913                  | Henri Carreau, gouverneur par intérim           |                                     |
| de mai 1913 au 2 mars 1914              | Adrien Bonhoure, gouverneur                     |                                     |
| du 2 mars 1914 au 7 février 1915        | Fernand Deltel, gouverneur par intérim          | meurt en poste                      |
| du 7 février au 14 avril 1915           | Henri Carreau, gouverneur par intérim           |                                     |
| du 14 avril 1915 au 19 septembre 1916   | Paul Simoni, gouverneur par intérim             | nommé le 17 février 1915            |
| du 19 septembre au 8 octobre 1916       | Henri Carreau, gouverneur par intérim           |                                     |
| du 8 octobre 1916 au 28 août 1917       | Victor Fillon, gouverneur                       | inspecteur des colonies             |
| du 28 août 1917 au 8 septembre 1918     | Edouard Geffriaud, gouverneur par intérim       |                                     |
| du 8 septembre 1918 au 3 mai 1920       | Jules Lauret, gouverneur                        |                                     |
| du 3 mai 1920 au 29 juin 1920           | Lassaigne, gouverneur par intérim               |                                     |
| du 29 juin 1920 au 29 novembre 1920     | Edmond Lippman, gouverneur par intérim          |                                     |
| du 29 novembre 1920 au 25 mai 1922      | Jules Lauret, gouverneur                        |                                     |
| du 25 mai 1922 au 8 janvier 1923        | Edmond Lippman, gouverneur par intérim          |                                     |
| du 8 janvier 1923 au 22 février 1924    | Jules Lauret, gouverneur                        |                                     |
| du 22 février au 18 mai 1924            | Joseph Joulia, gouverneur par intérim           |                                     |
| du 18 mai 1924 au 2 juin 1926           | Pierre-Amable Chapon-Baissac, gouverneur        | nommé le 25 mars 1924               |
| du 2 juin 1926 au 7 février 1927        | Tellier, gouverneur par intérim                 |                                     |
| du 7 février 1927 au 9 mars 1929        | Pierre-Amable Chapon-Baissac, gouverneur        |                                     |
| du 9 mars au 25 novembre 1929           | Cochard, gouverneur par intérim                 |                                     |
| du 25 novembre 1929 au 29 décembre 1931 | Pierre-Amable Chapon-Baissac, gouverneur        |                                     |
| du 29 décembre 1931 au 9 novembre 1932  | Cochard, gouverneur par intérim                 |                                     |
| du 9 novembre 1932 au 9 juillet 1934    | Pierre-Amable Chapon-Baissac, gouverneur        |                                     |
| du 9 juillet au 5 août 1934             | Rauziller, gouverneur par intérim               |                                     |
| du 5 août 1934 au 30 juin 1935          | Marcel de Coppet, gouverneur                    | nommé le 9 juillet 1934             |
| du 30 juin au 15 août 1935              | de Jonquières, gouverneur par intérim           |                                     |
| du 15 août au 13 novembre 1935          | Sylvestre, gouverneur                           |                                     |
| du 13 novembre 1935 au 22 mai 1937      | Armand Annet, gouverneur                        |                                     |
| du 22 mai au 15 juin 1937               | Jourdain, gouverneur par intérim                |                                     |
| du 15 juin 1937 au 19 mars 1938         | François Pierre-Alype, gouverneur par intérim   |                                     |
| du 19 mars au 30 mai 1938               | François Pierre-Alype, gouverneur               |                                     |
| du 30 mai au 29 novembre 1938           | Hubert Deschamps, gouverneur par intérim        |                                     |
| du 29 novembre 1938 au 3 août 1940      | Hubert Deschamps, gouverneur                    |                                     |
| du 3 août au 10 septembre 1940          | général Maxime Germain, gouverneur              |                                     |
| du 10 septembre 1940 au 4 décembre 1942 | général Pierre Nouailhetas, gouverneur          | nommé par le gouvernement de Vichy  |
| du 4 décembre au 26 décembre 1942       | général Dupont, gouverneur                      | destitué par le CFLN                |
| du 30 décembre 1942 au 22 juin 1943     | André Bayardelle, gouverneur                    |                                     |
| du 22 juin 1943 au 7 janvier 1944       | Raphaël Saller, gouverneur par intérim          |                                     |
| du 7 janvier au 1er mai 1944            | Raphaël Saller, gouverneur                      |                                     |
| du 1er mai 1944 au 14 mai 1945          | Jean Chalvet, gouverneur                        |                                     |
| du 14 mai 1945 à décembre 1945          | Jean Beyries, gouverneur par intérim            |                                     |
| de décembre 1945 au 30 avril 1946       | Jean Chalvet, gouverneur                        |                                     |
| du 30 avril 1946 au 1er mars 1950       | Paul Siriex, gouverneur                         |                                     |
| du 1er mars 1950 au 6 avril 1954        | Numa Sadoul, gouverneur                         |                                     |
| du 6 avril 1954 au 13 août 1954         | Roland Pré, gouverneur                          |                                     |
| du 13 août 1954 à 1957                  | René Petitbon, gouverneur                       |                                     |
| jusqu'au 22 juillet 1957                | Maurice Meker, gouverneur                       |                                     |
| du 22 juillet 1957 à octobre 1958       | Maurice Meker, gouverneur, chef du territoire   |                                     |
| d'octobre 1958 au 16 novembre 1962      | Jacques Compain, gouverneur, chef du territoire |                                     |
| du 16 novembre 1962 à septembre 1966    | René Tirant, gouverneur, chef du territoire     |                                     |
| de septembre 1966 à mars 1967           | Louis Saget, gouverneur, chef du territoire     |                                     |

## Territoire français des Afars et des Issas
| Période                          | Titulaire                                   | Décret de nomination |  |
| -------------------------------- | ------------------------------------------- | -------------------- |  |
| de mars 1967 à mars 1969         | Louis Saget, haut-commissaire               | 3 juillet 1967       |  |
| de mars 1969 à août 1971         | Dominique Ponchardier, haut-commissaire     | 11 février 1969      |  |
| d'août 1971 à avril 1974         | Georges Thiercy, haut-commissaire           | 18 août 1971         |  |
| d'avril à septembre 1974         | Robert Ganger, haut-commissaire par interim |                      |  |
| de septembre 1974 à février 1976 | Christian Dablanc, haut-commissaire         | 22 juillet 1974      |  |
| de février 1976 à juin 1977      | Camille d'Ornano, haut-commissaire          | 22 janvier 1976      |  |

## Ambassadeurs de France à Djibouti
| De   | À    | Ambassadeur         |
| ---- | ---- | ------------------- |
| 1977 | 1981 | Yvan Bastouil       |
| 1981 | 1985 | Pierre Garreau      |
| 1985 | 1988 | Robert Thomas       |
| 1988 | 1992 | Claude Soubeste     |
| 1992 | 1994 | Régis de Belenet    |
| 1994 | 1997 | Jean-Marie Momal    |
| 1997 | 1999 | Bernard Le Tourneau |
| 1999 | 2004 | Patrick Roussel     |
| 2004 | 2005 | Philippe Selz       |
| 2005 | 2007 | Jean-Paul Angelier  |
| 2007 | 2010 | Dominique Decherf   |
| 2010 | 2014 | René Forceville     |
| 2014 | 2015 | Serge Mucetti       |
| 2015 | 2019 | Christophe Guilhou  |
| 2019 | 2022 | Arnaud Guillois     |
| 2022 | auj. | Dana Purcarescu     |